# Anomis figlina
Anomis figlina là một loài bướm đêm trong họ Erebidae.